# Wielowieś (Krotoszyn)
Pour les articles homonymes, voir Wielowieś.
Wielowieś (prononciation : [vjɛˈlɔvjɛɕ]) est un village polonais de la gmina de Krotoszyn dans le powiat de Krotoszyn de la voïvodie de Grande-Pologne dans le centre-ouest de la Pologne.
Il se situe à environ 11 kilomètres au nord-ouest de Krotoszyn (siège de la gmina et du powiat) et à 77 kilomètres au sud-est de Poznań (capitale régionale).
Le village possédait une population de 451 habitants en 2014.

## Histoire
De 1975 à 1998, le village faisait partie du territoire de la voïvodie de Kalisz.

Depuis 1999, Wielowieś est situé dans la voïvodie de Grande-Pologne.